# Lista conților de Leuven

Blazonul conților de Leuven.

Conții de Leuven sau de Louvain au fost conducătorii comitatului de Louvain. Către finele secolului al X-lea, comitatul de Louvain a apărut, atunci când a fost conferit contelui Lambert I de către împăratul Germaniei. Limitat inițial de către râurile Demer, Dijle and Velp, care coincide mai mult sau mai puțin cu regiunea numită astăzi Hageland, comitatul de Leuven s-a extins rapid în dimensiune și putere. După căsătoria cu Gerberga, fiica ducelui Carol de Lotharingia, Lambert I a încorporat și comitatul de Bruxelles; în 1013, Lambert I a anexat ducatul de Bruningerode, localizat în jur de Tongeren.
Conții de Leuven au dobândit o mare influență în Sfântul Imperiu Roman și au achiziționat mai multe titluri de-a lungul timpului. În 1183, au devenit duci de Brabant. Comitatul de Leuven va fi în cele din urmă absorbit în Ducatul de Brabant.

## Conți de Leuven și Bruxelles
- 1003–1015: Lambert I, primul conte de Leuven, fiul contelui Reginar al III-lea de Hainaut
- 1015–1038: Henric I, fiul lui Lambert I
- 1038–1040: Otto
- 1040–1054: Lambert al II-lea, fiul lui Lambert I
- 1054–1079: Henric al II-lea, fiul lui Lambert al II-lea
- 1079–1086: Henric al III-lea, fiul lui Henric al II-lea

## Conți de Leuven și Bruxelles, landgrafi de Brabant
- 1086–1095: Henric al III-lea
- 1095–1106: Godefroi I, fiul lui Henric al II-lea

## Conți de Leuven și Bruxelles, landgrafi de Brabant,duci de Lotharingia Inferioară
- 1106–1128: Godefroi I
- 1128–1141: Godefroi al II-lea, fiul lui Godefroi I
- 1141–1190: Godefroi al III-lea, fiul lui Godefroi al II-lea

Din 1183, titlurile conților de Leuven și Bruxelles și ale landgrafilor de Brabant au fost unificate în titlul ducal de Brabant și utilizate ca apanaje.